# Elitettan

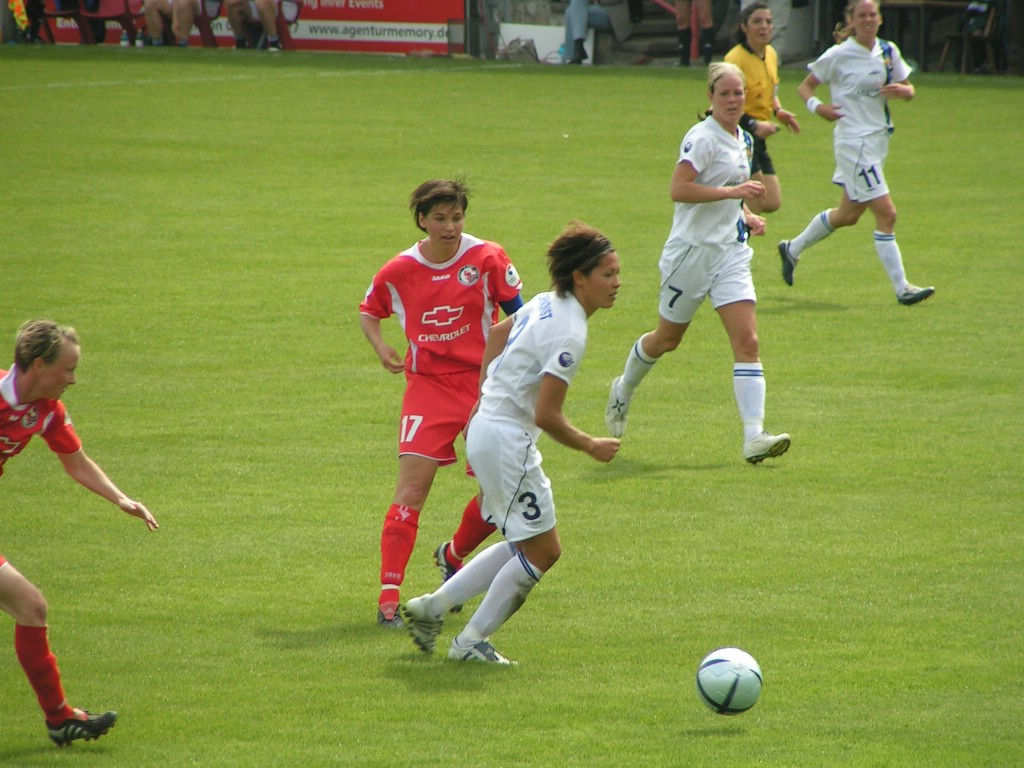
O Djurgårdens IF Dam

Elitettan -  a Segunda Liga Feminina Sueca - é o segundo escalão do Campeonato Sueco de Futebol Feminino.
Esta competição existe desde 2013, tendo sido designada anteriormente de Divisão 2 do Campeonato Sueco de Futebol Feminino.
A Elitettan é disputada por 14 clubes entre abril e outubro/novembro.
Os dois primeiros classificados sobem à Damallsvenskan, e os dois últimos descem à Divisão 1 Feminina. 